# مارك فنتون
مارك فنتون (بالإنجليزية: Mark Fenton)‏ هو ممثل أمريكي، ولد في 11 نوفمبر 1866 في الولايات المتحدة، وتوفي في 29 يوليو 1925 بلوس أنجلوس في الولايات المتحدة.

## أعمال

### أفلام
- (1921) القوة القاهرة

## وصلات خارجية
- مارك فنتون على موقع IMDb (الإنجليزية)
- مارك فنتون على موقع ألو سيني (الفرنسية)
- مارك فنتون على موقع أول موفي (الإنجليزية)
- مارك فنتون على موقع قاعدة بيانات برودواي على الإنترنت (الإنجليزية)
- مارك فنتون على موقع قاعدة بيانات الأفلام السويدية (السويدية)
- مارك فنتون على موقع قاعدة بيانات الفيلم (الإنجليزية)
- مارك فنتون على موقع كينوبويسك (الروسية)